# جيمس كيركباتريك
جيمس سي. كيركباتريك (بالإنجليزية: James C. Kirkpatrick؛ 15 يونيو 1905 – 26 ديسمبر 1997) سياسي أمريكي من ولاية ميزوري، وُلد في مدينة برايمر وتدرّج مهنيًا في الصحافة والنشر قبل دخوله العمل العام. شغل منصب وزير خارجية ميزوري لمدة عشرين عامًا (1965–1985)، وهي أطول فترة لخدمة هذا المنصب في تاريخ الولاية.
برز كيركباتريك قبل ذلك صحفيًا وناشرًا، كما خدم في مجلس أمناء «جامعة ميزوري الوسطى» لمدة 12 سنة، بينها عشر سنوات رئيسًا للمجلس. وبعد تقاعده من المنصب العام، حملت اسمه مكتبة الجامعة (James C. Kirkpatrick Library) بموجب قرار مجلس الأمناء في 22 يناير 1993، كما يحمل اسمه «مركز معلومات ولاية ميزوري» في جيفرسون سيتي الذي يضم أقسامًا تابعة لمكتب سكرتير الولاية.

## الجدول الزمني
| السنة                          | الحدث                                                                  |
| ------------------------------ | ---------------------------------------------------------------------- |
| 1905                           | وُلد في برايمر، ميزوري                                                  |
| خمسينيات–ستينيات القرن العشرين | عمل في الصحافة والنشر وتولّى مناصب في مؤسسات صحفية محلية بميزوري        |
| 1965                           | تولّى منصب وزير خارجية ميزوري؛ واستمر حتى 1985                          |
| 1970s                          | خدم في مجلس أمناء «جامعة ميزوري الوسطى» (12 سنة، بينها 10 سنوات رئيسًا) |
| 1993                           | تسمية مكتبة الجامعة باسمه (James C. Kirkpatrick Library)               |
| 1997                           | توفي في 26 ديسمبر 1997 عن 92 عامًا                                      |